# Olympische Sommerspiele 1992/Teilnehmer (Guyana)
| Gelbes Symbol für Goldmedaillen mit stilisierten Olympischen Ringen | Graues Symbol für Silbermedaillen mit stilisierten Olympischen Ringen | Braundes Symbol für Bronzemedaillen mit stilisierten Olympischen Ringen |
| ------------------------------------------------------------------- | --------------------------------------------------------------------- | ----------------------------------------------------------------------- |
| —                                                                   | —                                                                     | —                                                                       |

Guyana nahm an den Olympischen Sommerspielen 1992 in Barcelona, Spanien, mit einer Delegation von sechs Sportlern (fünf Männer und eine Frau) teil.

## Teilnehmer nach Sportarten

### Boxen
- Dillon Carew
Halbweltergewicht: 9. Platz

- Andrew Lewis
Weltergewicht: 17. Platz

### Leichtathletik
- Desmond Hector
800 Meter: Vorläufe

- Mark Mason
Weitsprung: 15. Platz in der Qualifikation

- Nancy Fletcher
Frauen, Hochsprung: 38. Platz in der Qualifikation

### Radsport
- Aubrey Richmond
Straßenrennen, Einzel: DNF
Punktefahren: DNF im Vorlauf